# Bacino di Denver

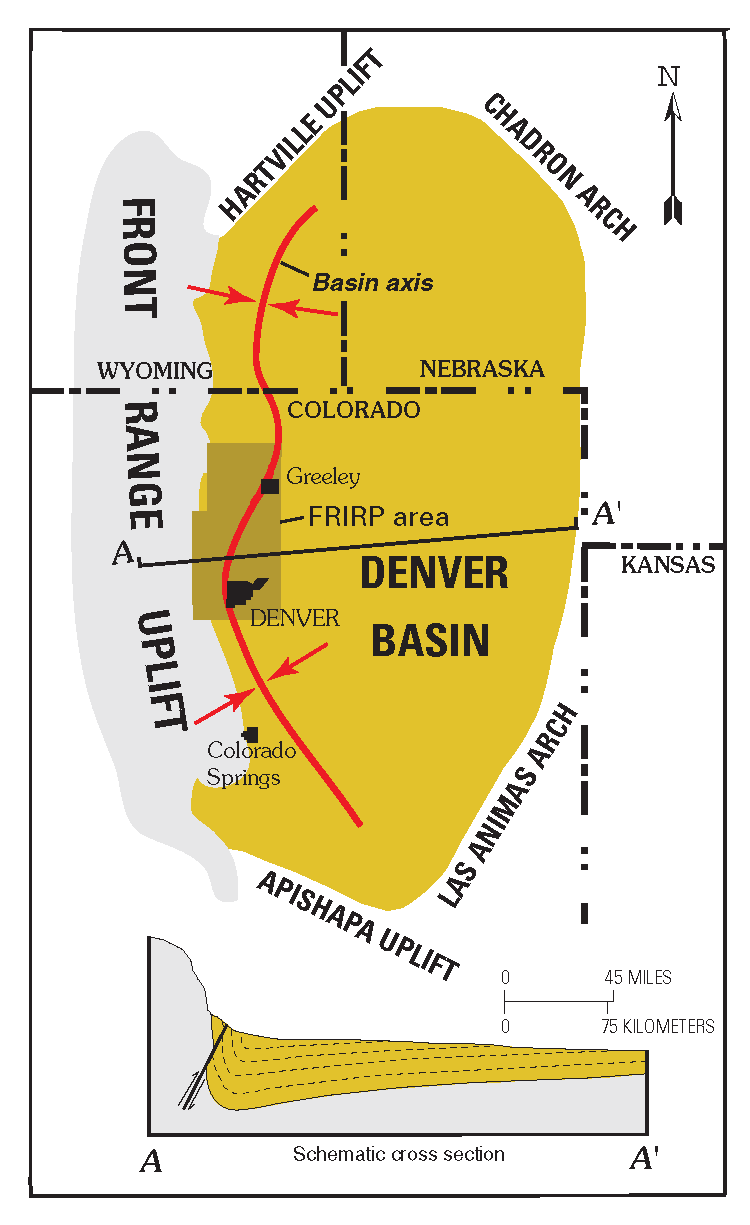
Localizzazione del bacino di Denver

Il bacino di Denver (citato anche come bacino di Julesburg o bacino di Denver-Julesburg, dal nome della cittadina americana di Julesburg nel Colorado) è un bacino strutturale centrato nella parte orientale dello Stato del Colorado, negli Stati Uniti d'America; sottostante l'area metropolitana Denver-Aurora nella parte orientale delle Montagne Rocciose, si estende anche nel sudest del Wyoming e nella parte occidentale di Nebraska e Kansas.

## Geologia

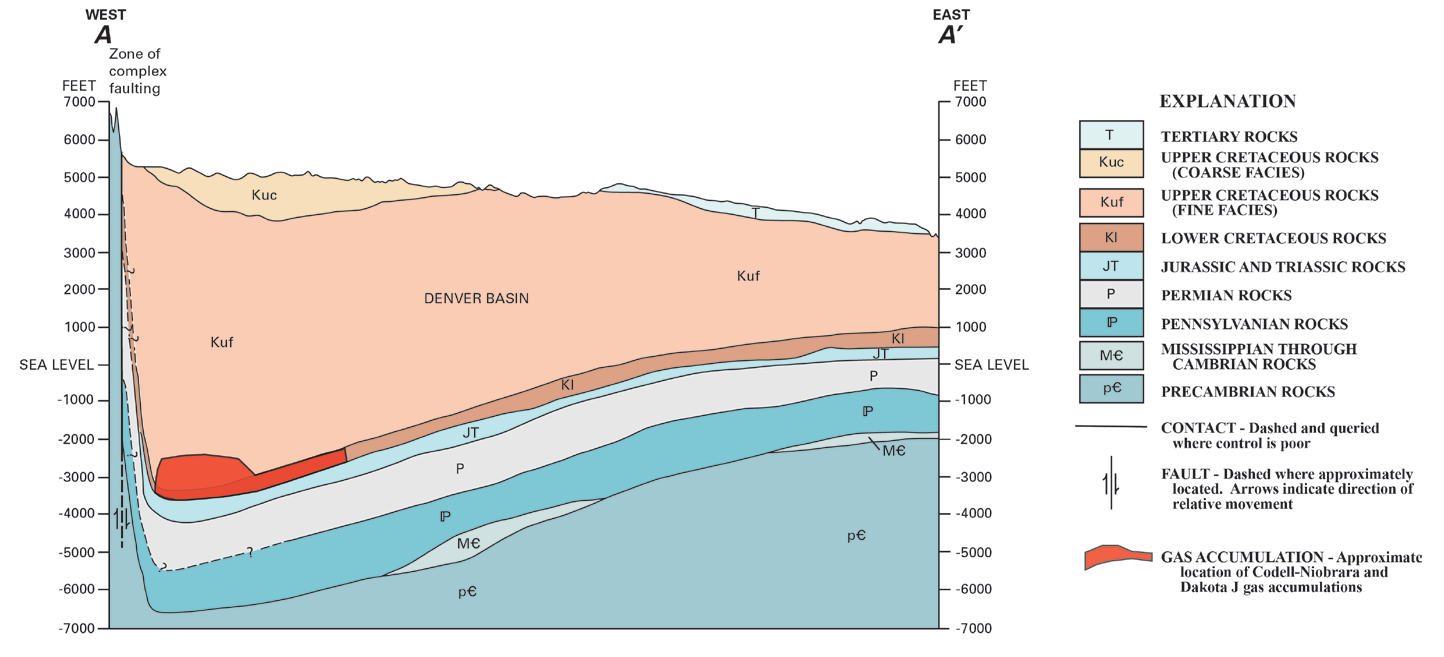
Sezione est-ovest del bacino di Denver.

Il bacino consiste di un vasto sinclinale di strati di rocce sedimentarie del Paleozoico, Mesozoico e Cenozoico, con orientamento nord-sud lungo il fianco orientale della catena montuosa del Front Range, partendo dalla città di Pueblo nel Colorado e proseguendo verso nord fino al Wyoming. La parte più profonda del bacino è in prossimità di Denver, dove raggiunge una profondità di circa 3900 m al di sotto della superficie. Il bacino è fortemente asimmetrico: gli affioramenti di arenarie della Formazione Dakota nelle ripide creste vicino a Morrison, nel Colorado a pochi chilometri a ovest di Denver, raggiungono la massima profondità al di sotto di Denver e poi risalgono gradatamente fino agli affioramenti del Kansas centrale. Tra Golden e Morrison, la cresta Dakota è chiamata "Cresta dei dinosauri"; si tratta di un antico sentiero di passaggio dei dinosauri, dove sono stati ritrovati numerosi affioramenti di fossili e che fa parte della "Colorado State Natural Area and Geological Points of Interest".
Le formazioni Lyons e Lykins affiorano in dorsali più piccole. Più a ovest gli affioramenti di arenaria rossa della Formazione Fountain formano l'anfiteatro del Red Rocks Park. Qui, sul bordo della catena montuosa del Rocky Mountain Front, la formazione Fountain è in discordanza angolare con le rocce cristalline precambriane della Idaho Springs Formation.  
Il bacino cominciò a formarsi circa 300 milioni di anni fa durante l'orogenesi del Colorado che creò le Montagne Rocciose ancestrali. L'attuale bacino era all'interno del Mare interno occidentale, che depositò una spessa sezione cretacica.
Il bacino probabilmente divenne ancora più profondo nel Paleogene, tra 66 e 45 milioni di anni fa, durante l'orogenesi laramide che creò le attuali Montagne Rocciose del Colorado. In particolare, la risalita della catena nel Front Range provocò una deformazione verso il basso del fianco orientale della crosta in prossimità di Denver, aumentando la profondità del bacino. Il bacino si riempì in seguito di sedimenti erosi dalle Montagne Rocciose. Le cime più alte del Front Range si elevano di circa 6600 m rispetto al fondo del bacino al di sotto di Denver.
La parte profonda del bacino vicino a Denver si riempì di arenaria e conglomerati del Paleogene, uno strato che ora viene chiamato Formazione Denver. Nelle regioni a nord e sud di Denver invece, l'erosione ha rimosso gli strati del Paleogene rivelando il sottostante Pierre Shale del Cretacico.